# Psychotria polycephala
Psychotria polycephala är en måreväxtart som beskrevs av George Bentham. Psychotria polycephala ingår i släktet Psychotria och familjen måreväxter. Inga underarter finns listade i Catalogue of Life.